# Ǝ
Ǝ, ǝは、ラテン文字の1つ。ナイジェリアが国内の諸言語のために制定したパンナイジェリアン・アルファベットおよび、UNESCOが制定したアフリカン・レファレンス・アルファベットに追加されている文字の1つである。
英語では「Turned E」（回転したE）と呼ばれる。
アゼルバイジャン語で使われる「Ə ə」とは全く別の文字であり、Unicodeでは大文字はもちろん、字形は同じ小文字も別の文字となっている。国際音声記号の「ə」は、「Ə ə」の方の小文字と同じである。

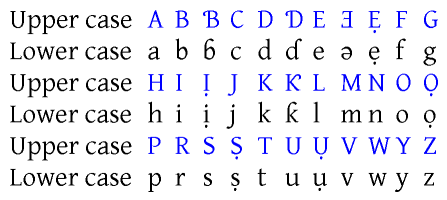
パンナイジェリアン・アルファベット

## 符号位置
| 大文字 | Unicode | JIS X 0213 | 文字参照       | 小文字 | Unicode | JIS X 0213 | 文字参照       | 備考 |
| ------ | ------- | ---------- | -------------- | ------ | ------- | ---------- | -------------- | ---- |
| Ǝ      | U+018E  | -          | &#x18E; &#398; | ǝ      | U+01DD  | -          | &#x1DD; &#477; |      |